# Trilogie du mal

La Trilogie du mal est un cycle de trois romans de Maxime Chattam :
- L'Âme du mal (2002),
- In Tenebris (2003),
- Maléfices (2004).

Ces trois romans ont deux points communs :
- des meurtres sont commis dans des conditions atroces par des tueurs mentalement dérangés, mais froids, sadiques et méthodiques ;
- Joshua Brolin, policier (premier volume) puis détective privé (deuxième et troisième volume), contribue à résoudre ces meurtres.

Dans deux des trois romans, le héros est assisté par une jeune policière, Annabel O'Donnel.